# 双三郡
双三郡（ふたみぐん）は、かつて広島県に存在した郡である。

## 郡域
1898年（明治31年）に行政区画として発足した当時の郡域は、三次市の大部分（甲奴町各町・吉舎町上安田・吉舎町知和・粟屋町・秋町・三和町敷名・三和町上壱・三和町飯田を除く）にあたる。

## 歴史
郡名は統合対象の両郡ともに「三」という字が使われていたため、二つの「三」の付く郡からなるということに由来する。
- 明治31年（1898年）10月1日 - 郡制の施行のため、三次郡・三谿郡の区域をもって発足。以下の町村が所属。全域が現・三次市。（1町17村）
  - 旧・三次郡（1町9村） - 板木村、川地村、酒河村、原村、八次村、三次町、河内村、君田村、布野村、作木村
  - 旧・三谿郡（8村） - 八幡村、吉舎村、萩原村、三良坂村、和田村、神杉村、田幸村、川西村
- 明治32年（1899年）7月1日 - 郡制を施行。郡役所が三次町に設置。
- 大正6年（1917年）5月1日 - 原村が町制施行・改称して十日市町となる。（2町16村）
- 大正9年（1920年）10月1日 - 吉舎村が町制施行して吉舎町となる。（3町15村）
- 大正10年（1921年）6月1日 - 三良坂村が町制施行して三良坂町となる。（4町14村）
- 大正12年（1923年）4月1日 - 郡会が廃止。郡役所は存続。
- 大正15年（1926年）7月1日 - 郡役所が廃止。以降は地域区分名称となる。
- 昭和7年（1932年）1月1日 - 三良坂町・萩原村が合併し、改めて三良坂町が発足。（4町13村）
- 昭和12年（1937年）3月1日 - 十日市町・八次村が合併し、改めて十日市町が発足。（4町12村）
- 昭和23年（1948年）12月1日 - 三次町が河内村の一部（日下・三原および山家の一部[1]）を編入。
- 昭和25年（1950年）
  - 4月1日 - 高田郡粟屋村の所属郡が本郡に変更。（4町13村）
  - 9月1日 - 川地村が高田郡甲立町の一部（秋町）を編入。
- 昭和28年（1953年）2月11日 - 吉舎町・八幡村が合併し、改めて吉舎町が発足。（4町12村）
- 昭和29年（1954年）
  - 3月31日 - 酒河村・十日市町・三次町・河内村・和田村・神杉村・田幸村・粟屋村が合併して三次市が発足し、郡より離脱。（2町6村）
  - 11月3日 - 三良坂町が三次市の一部（皆瀬町および向江田町の一部[2]）を編入。
- 昭和30年（1955年）3月31日（3町5村）
  - 板木村が世羅郡津名村の一部（敷名）・上山村の大部分（上壱および飯田の一部）と合併して三和町が発足。
  - 吉舎町が甲奴郡上川村の一部（知和および安田・太郎丸の各一部）を編入。
- 昭和31年（1956年）9月30日 - 川地村が三次市に編入。（3町4村）
- 昭和33年（1958年）2月11日 - 川西村が三次市に編入。（3町3村）
- 平成16年（2004年）4月1日 - 君田村・布野村・作木村・吉舎町・三良坂町・三和町が三次市・甲奴郡甲奴町と合併し、改めて三次市が発足。同日双三郡消滅。

### 変遷表
| 旧 郡    | 明治以前     | 明治以前     | 明治初年 - 明治22年 | 明治初年 - 明治22年  | 明治22年 4月1日 町村制施行 | 明治22年 - 大正15年             | 昭和元年 - 昭和25年                  | 昭和26年 - 昭和30年    | 昭和26年 - 昭和30年            | 昭和31年 - 昭和64年          | 平成元年 - 現在       | 現在   |
| -------- | ------------ | ------------ | ------------------- | -------------------- | -------------------------- | ------------------------------- | ------------------------------------ | ---------------------- | ------------------------------ | ---------------------------- | --------------------- | ------ |
| 三 次 郡 | 櫃田村       | 櫃田村       | 櫃田村              | 櫃田村               | 君田村                     | 君田村                          | 君田村                               | 君田村                 | 君田村                         | 君田村                       | 平成16年4月1日 三次市 | 三次市 |
| 三 次 郡 | 茂田村       | 茂田村       | 茂田村              | 茂田村               | 君田村                     | 君田村                          | 君田村                               | 君田村                 | 君田村                         | 君田村                       | 平成16年4月1日 三次市 | 三次市 |
| 三 次 郡 | 泉吉田村     | 泉吉田村     | 泉吉田村            | 泉吉田村             | 君田村                     | 君田村                          | 君田村                               | 君田村                 | 君田村                         | 君田村                       | 平成16年4月1日 三次市 | 三次市 |
| 三 次 郡 | 西入君村     | 西入君村     | 西入君村            | 西入君村             | 君田村                     | 君田村                          | 君田村                               | 君田村                 | 君田村                         | 君田村                       | 平成16年4月1日 三次市 | 三次市 |
| 三 次 郡 | 東入君村     | 東入君村     | 東入君村            | 東入君村             | 君田村                     | 君田村                          | 君田村                               | 君田村                 | 君田村                         | 君田村                       | 平成16年4月1日 三次市 | 三次市 |
| 三 次 郡 | 藤兼村       | 藤兼村       | 藤兼村              | 藤兼村               | 君田村                     | 君田村                          | 君田村                               | 君田村                 | 君田村                         | 君田村                       | 平成16年4月1日 三次市 | 三次市 |
| 三 次 郡 | 石原村       | 石原村       | 石原村              | 石原村               | 君田村                     | 君田村                          | 君田村                               | 君田村                 | 君田村                         | 君田村                       | 平成16年4月1日 三次市 | 三次市 |
| 三 次 郡 | 大畠村       | 大畠村       | 大畠村              | 大畠村               | 作木村                     | 作木村                          | 作木村                               | 作木村                 | 作木村                         | 作木村                       | 平成16年4月1日 三次市 | 三次市 |
| 三 次 郡 | 光守村       | 光守村       | 光守村              | 光守村               | 作木村                     | 作木村                          | 作木村                               | 作木村                 | 作木村                         | 作木村                       | 平成16年4月1日 三次市 | 三次市 |
| 三 次 郡 | 岡三淵村     | 岡三淵村     | 岡三淵村            | 岡三淵村             | 作木村                     | 作木村                          | 作木村                               | 作木村                 | 作木村                         | 作木村                       | 平成16年4月1日 三次市 | 三次市 |
| 三 次 郡 | 西野村       | 西野村       | 西野村              | 西野村               | 作木村                     | 作木村                          | 作木村                               | 作木村                 | 作木村                         | 作木村                       | 平成16年4月1日 三次市 | 三次市 |
| 三 次 郡 | 大津村       | 大津村       | 大津村              | 大津村               | 作木村                     | 作木村                          | 作木村                               | 作木村                 | 作木村                         | 作木村                       | 平成16年4月1日 三次市 | 三次市 |
| 三 次 郡 | 伊賀和志村   | 伊賀和志村   | 伊賀和志村          | 伊賀和志村           | 作木村                     | 作木村                          | 作木村                               | 作木村                 | 作木村                         | 作木村                       | 平成16年4月1日 三次市 | 三次市 |
| 三 次 郡 | 森山西村     | 森山西村     | 森山西村            | 森山西村             | 作木村                     | 作木村                          | 作木村                               | 作木村                 | 作木村                         | 作木村                       | 平成16年4月1日 三次市 | 三次市 |
| 三 次 郡 | 森山中村     | 森山中村     | 森山中村            | 森山中村             | 作木村                     | 作木村                          | 作木村                               | 作木村                 | 作木村                         | 作木村                       | 平成16年4月1日 三次市 | 三次市 |
| 三 次 郡 | 森山東村     | 森山東村     | 森山東村            | 森山東村             | 作木村                     | 作木村                          | 作木村                               | 作木村                 | 作木村                         | 作木村                       | 平成16年4月1日 三次市 | 三次市 |
| 三 次 郡 | 香淀村       | 香淀村       | 香淀村              | 香淀村               | 作木村                     | 作木村                          | 作木村                               | 作木村                 | 作木村                         | 作木村                       | 平成16年4月1日 三次市 | 三次市 |
| 三 次 郡 | 門田村       | 門田村       | 門田村              | 門田村               | 作木村                     | 作木村                          | 作木村                               | 作木村                 | 作木村                         | 作木村                       | 平成16年4月1日 三次市 | 三次市 |
| 三 次 郡 | 大山村       | 大山村       | 大山村              | 大山村               | 作木村                     | 作木村                          | 作木村                               | 作木村                 | 作木村                         | 作木村                       | 平成16年4月1日 三次市 | 三次市 |
| 三 次 郡 | 上作木村     | 上作木村     | 上作木村            | 上作木村             | 作木村                     | 作木村                          | 作木村                               | 作木村                 | 作木村                         | 作木村                       | 平成16年4月1日 三次市 | 三次市 |
| 三 次 郡 | 下作木村     | 下作木村     | 下作木村            | 下作木村             | 作木村                     | 作木村                          | 作木村                               | 作木村                 | 作木村                         | 作木村                       | 平成16年4月1日 三次市 | 三次市 |
| 三 次 郡 | 上布野村     | 上布野村     | 上布野村            | 上布野村             | 布野村                     | 布野村                          | 布野村                               | 布野村                 | 布野村                         | 布野村                       | 平成16年4月1日 三次市 | 三次市 |
| 三 次 郡 | 下布野村     | 下布野村     | 下布野村            | 下布野村             | 布野村                     | 布野村                          | 布野村                               | 布野村                 | 布野村                         | 布野村                       | 平成16年4月1日 三次市 | 三次市 |
| 三 次 郡 | 戸河内村     | 戸河内村     | 戸河内村            | 戸河内村             | 布野村                     | 布野村                          | 布野村                               | 布野村                 | 布野村                         | 布野村                       | 平成16年4月1日 三次市 | 三次市 |
| 三 次 郡 | 横谷村       | 横谷村       | 横谷村              | 横谷村               | 布野村                     | 布野村                          | 布野村                               | 布野村                 | 布野村                         | 布野村                       | 平成16年4月1日 三次市 | 三次市 |
| 三 次 郡 | 羽出庭村     | 羽出庭村     | 羽出庭村            | 羽出庭村             | 板木村                     | 板木村                          | 板木村                               | 板木村                 | 三和町                         | 昭和30年3月31日 三和町       | 平成16年4月1日 三次市 | 三次市 |
| 三 次 郡 | 大力谷村     | 大力谷村     | 大力谷村            | 大力谷村             | 板木村                     | 板木村                          | 板木村                               | 板木村                 | 三和町                         | 昭和30年3月31日 三和町       | 平成16年4月1日 三次市 | 三次市 |
| 三 次 郡 | 上板木村     | 上板木村     | 上板木村            | 上板木村             | 板木村                     | 板木村                          | 板木村                               | 板木村                 | 三和町                         | 昭和30年3月31日 三和町       | 平成16年4月1日 三次市 | 三次市 |
| 三 次 郡 | 下板木村     | 下板木村     | 下板木村            | 下板木村             | 板木村                     | 板木村                          | 板木村                               | 板木村                 | 三和町                         | 昭和30年3月31日 三和町       | 平成16年4月1日 三次市 | 三次市 |
| 三 次 郡 | 福田村       | 福田村       | 福田村              | 福田村               | 板木村                     | 板木村                          | 板木村                               | 板木村                 | 三和町                         | 昭和30年3月31日 三和町       | 平成16年4月1日 三次市 | 三次市 |
| 世 羅 郡 | 敷名村       | 敷名村       | 敷名村              | 敷名村               | 津名村 （一部）            | 津名村                          | 津名村                               | 津名村                 | 三和町                         | 昭和30年3月31日 三和町       | 平成16年4月1日 三次市 | 三次市 |
| 世 羅 郡 | 上野山村     | 上野山村     | 明治15年 上壱村     | 明治15年 上壱村      | 上田村                     | 明治29年11月7日 改称 上山村     | 上山村                               | 上山村                 | 三和町                         | 昭和30年3月31日 三和町       | 平成16年4月1日 三次市 | 三次市 |
| 世 羅 郡 | 壱歩村       |              | 明治15年 上壱村     | 明治15年 上壱村      | 上田村                     | 明治29年11月7日 改称 上山村     | 上山村                               | 上山村                 | 三和町                         | 昭和30年3月31日 三和町       | 平成16年4月1日 三次市 | 三次市 |
| 世 羅 郡 | 飯田村       | 一部         | 飯田村              | 飯田村               | 上田村                     | 明治29年11月7日 改称 上山村     | 上山村                               | 上山村                 | 三和町                         | 昭和30年3月31日 三和町       | 平成16年4月1日 三次市 | 三次市 |
| 甲 奴 郡 | 太郎丸村     | 一部         | 太郎丸村            | 太郎丸村             | 太郎丸村                   | 大正1年11月1日 上川村           | 上川村                               | 上川村                 | 昭和30年3月31日 吉舎町に編入   | 吉舎町                       | 平成16年4月1日 三次市 | 三次市 |
| 甲 奴 郡 | 安田村       | 一部         | 安田村              | 安田村               | 安田村                     | 大正1年11月1日 上川村           | 上川村                               | 上川村                 | 昭和30年3月31日 吉舎町に編入   | 吉舎町                       | 平成16年4月1日 三次市 | 三次市 |
| 甲 奴 郡 | 知和村       | 知和村       | 知和村              | 知和村               | 知和村                     | 大正1年11月1日 上川村           | 上川村                               | 上川村                 | 昭和30年3月31日 吉舎町に編入   | 吉舎町                       | 平成16年4月1日 三次市 | 三次市 |
| 三 谿 郡 | 敷地村       | 敷地村       | 敷地村              | 敷地村               | 吉舎村                     | 大正6年10月1日 町制 吉舎町      | 吉舎町                               | 昭和28年2月11日 吉舎町 | 昭和28年2月11日 吉舎町         | 吉舎町                       | 平成16年4月1日 三次市 | 三次市 |
| 三 谿 郡 | 矢野地村     | 矢野地村     | 矢野地村            | 矢野地村             | 吉舎村                     | 大正6年10月1日 町制 吉舎町      | 吉舎町                               | 昭和28年2月11日 吉舎町 | 昭和28年2月11日 吉舎町         | 吉舎町                       | 平成16年4月1日 三次市 | 三次市 |
| 三 谿 郡 | 三玉村       | 三玉村       | 三玉村              | 三玉村               | 吉舎村                     | 大正6年10月1日 町制 吉舎町      | 吉舎町                               | 昭和28年2月11日 吉舎町 | 昭和28年2月11日 吉舎町         | 吉舎町                       | 平成16年4月1日 三次市 | 三次市 |
| 三 谿 郡 | 海田原村     | 海田原村     | 海田原村            | 海田原村             | 吉舎村                     | 大正6年10月1日 町制 吉舎町      | 吉舎町                               | 昭和28年2月11日 吉舎町 | 昭和28年2月11日 吉舎町         | 吉舎町                       | 平成16年4月1日 三次市 | 三次市 |
| 三 谿 郡 | 矢井村       | 矢井村       | 矢井村              | 矢井村               | 吉舎村                     | 大正6年10月1日 町制 吉舎町      | 吉舎町                               | 昭和28年2月11日 吉舎町 | 昭和28年2月11日 吉舎町         | 吉舎町                       | 平成16年4月1日 三次市 | 三次市 |
| 三 谿 郡 | 吉舎村       | 吉舎村       | 吉舎村              | 吉舎村               | 吉舎村                     | 大正6年10月1日 町制 吉舎町      | 吉舎町                               | 昭和28年2月11日 吉舎町 | 昭和28年2月11日 吉舎町         | 吉舎町                       | 平成16年4月1日 三次市 | 三次市 |
| 三 谿 郡 | 安田村       | 安田村       | 安田村              | 安田村               | 吉舎村                     | 大正6年10月1日 町制 吉舎町      | 吉舎町                               | 昭和28年2月11日 吉舎町 | 昭和28年2月11日 吉舎町         | 吉舎町                       | 平成16年4月1日 三次市 | 三次市 |
| 三 谿 郡 | 丸田村       | 丸田村       | 丸田村              | 丸田村               | 八幡村                     | 八幡村                          | 八幡村                               | 昭和28年2月11日 吉舎町 | 昭和28年2月11日 吉舎町         | 吉舎町                       | 平成16年4月1日 三次市 | 三次市 |
| 三 谿 郡 | 檜村         | 檜村         | 檜村                | 檜村                 | 八幡村                     | 八幡村                          | 八幡村                               | 昭和28年2月11日 吉舎町 | 昭和28年2月11日 吉舎町         | 吉舎町                       | 平成16年4月1日 三次市 | 三次市 |
| 三 谿 郡 | 吉舎川之内村 | 吉舎川之内村 | 吉舎川之内村        | 吉舎川之内村         | 八幡村                     | 八幡村                          | 八幡村                               | 昭和28年2月11日 吉舎町 | 昭和28年2月11日 吉舎町         | 吉舎町                       | 平成16年4月1日 三次市 | 三次市 |
| 三 谿 郡 | 辻村         | 辻村         | 辻村                | 辻村                 | 八幡村                     | 八幡村                          | 八幡村                               | 昭和28年2月11日 吉舎町 | 昭和28年2月11日 吉舎町         | 吉舎町                       | 平成16年4月1日 三次市 | 三次市 |
| 三 谿 郡 | 雲通村       | 雲通村       | 雲通村              | 雲通村               | 八幡村                     | 八幡村                          | 八幡村                               | 昭和28年2月11日 吉舎町 | 昭和28年2月11日 吉舎町         | 吉舎町                       | 平成16年4月1日 三次市 | 三次市 |
| 三 谿 郡 | 清綱村       | 清綱村       | 清綱村              | 清綱村               | 八幡村                     | 八幡村                          | 八幡村                               | 昭和28年2月11日 吉舎町 | 昭和28年2月11日 吉舎町         | 吉舎町                       | 平成16年4月1日 三次市 | 三次市 |
| 三 谿 郡 | 三若村       | 三若村       | 三若村              | 三若村               | 川西村                     | 川西村                          | 川西村                               | 川西村                 | 川西村                         | 昭和33年2月11日 三次市に編入 | 平成16年4月1日 三次市 | 三次市 |
| 三 谿 郡 | 有原村       | 有原村       | 有原村              | 有原村               | 川西村                     | 川西村                          | 川西村                               | 川西村                 | 川西村                         | 昭和33年2月11日 三次市に編入 | 平成16年4月1日 三次市 | 三次市 |
| 三 谿 郡 | 上田村       | 上田村       | 上田村              | 上田村               | 川西村                     | 川西村                          | 川西村                               | 川西村                 | 川西村                         | 昭和33年2月11日 三次市に編入 | 平成16年4月1日 三次市 | 三次市 |
| 三 谿 郡 | 石原村       | 石原村       | 石原村              | 石原村               | 川西村                     | 川西村                          | 川西村                               | 川西村                 | 川西村                         | 昭和33年2月11日 三次市に編入 | 平成16年4月1日 三次市 | 三次市 |
| 三 谿 郡 | 海渡村       | 海渡村       | 海渡村              | 海渡村               | 川西村                     | 川西村                          | 川西村                               | 川西村                 | 川西村                         | 昭和33年2月11日 三次市に編入 | 平成16年4月1日 三次市 | 三次市 |
| 三 次 郡 | 上川立村     | 上川立村     | 上川立村            | 上川立村             | 川地村                     | 川地村                          | 川地村                               | 川地村                 | 川地村                         | 昭和31年9月30日 三次市に編入 | 平成16年4月1日 三次市 | 三次市 |
| 三 次 郡 | 下川立村     | 下川立村     | 下川立村            | 下川立村             | 川地村                     | 川地村                          | 川地村                               | 川地村                 | 川地村                         | 昭和31年9月30日 三次市に編入 | 平成16年4月1日 三次市 | 三次市 |
| 三 次 郡 | 上志和地村   | 上志和地村   | 上志和地村          | 上志和地村           | 川地村                     | 川地村                          | 川地村                               | 川地村                 | 川地村                         | 昭和31年9月30日 三次市に編入 | 平成16年4月1日 三次市 | 三次市 |
| 三 次 郡 | 下志和地村   | 下志和地村   | 下志和地村          | 下志和地村           | 川地村                     | 川地村                          | 川地村                               | 川地村                 | 川地村                         | 昭和31年9月30日 三次市に編入 | 平成16年4月1日 三次市 | 三次市 |
| 高 田 郡 | 秋町村       | 秋町村       | 秋町村              | 秋町村               | 甲立村 （一部）            | 大正15年1月1日 町制 甲立町      | 昭和25年9月1日 川地村に編入          | 川地村                 | 川地村                         | 昭和31年9月30日 三次市に編入 | 平成16年4月1日 三次市 | 三次市 |
| 高 田 郡 | 粟屋村       | 粟屋村       | 粟屋村              | 粟屋村               | 粟屋村                     | 粟屋村                          | 昭和25年4月1日 所属変更 双三郡粟屋村 | 昭和29年3月31日 三次市 | 三次市                         | 三次市                       | 平成16年4月1日 三次市 | 三次市 |
| 三 次 郡 | 小文村       | 小文村       | 小文村              | 小文村               | 河内村                     | 河内村                          | 河内村                               | 昭和29年3月31日 三次市 | 三次市                         | 三次市                       | 平成16年4月1日 三次市 | 三次市 |
| 三 次 郡 | 西河内村     | 西河内村     | 西河内村            | 西河内村             | 河内村                     | 河内村                          | 河内村                               | 昭和29年3月31日 三次市 | 三次市                         | 三次市                       | 平成16年4月1日 三次市 | 三次市 |
| 三 次 郡 | 穴笠村       | 穴笠村       | 穴笠村              | 穴笠村               | 河内村                     | 河内村                          | 河内村                               | 昭和29年3月31日 三次市 | 三次市                         | 三次市                       | 平成16年4月1日 三次市 | 三次市 |
| 三 次 郡 | 東河内村     | 東河内村     | 東河内村            | 東河内村             | 河内村                     | 河内村                          | 河内村                               | 昭和29年3月31日 三次市 | 三次市                         | 三次市                       | 平成16年4月1日 三次市 | 三次市 |
| 三 次 郡 | 山家村       | 一部を除く   | 山家村              | 山家村               | 河内村                     | 河内村                          | 河内村                               | 昭和29年3月31日 三次市 | 三次市                         | 三次市                       | 平成16年4月1日 三次市 | 三次市 |
| 三 次 郡 | 山家村       | 一部         | 山家村              | 山家村               | 河内村                     | 河内村                          | 昭和23年12月1日 三次町に編入         | 昭和29年3月31日 三次市 | 三次市                         | 三次市                       | 平成16年4月1日 三次市 | 三次市 |
| 三 次 郡 | 日下村       | 日下村       | 日下村              | 日下村               | 河内村                     | 河内村                          | 昭和23年12月1日 三次町に編入         | 昭和29年3月31日 三次市 | 三次市                         | 三次市                       | 平成16年4月1日 三次市 | 三次市 |
| 三 次 郡 | 三原村       | 三原村       | 三原村              | 三原村               | 河内村                     | 河内村                          | 昭和23年12月1日 三次町に編入         | 昭和29年3月31日 三次市 | 三次市                         | 三次市                       | 平成16年4月1日 三次市 | 三次市 |
| 三 次 郡 | 上里村       | 上里村       | 明治11年 上里村     | 明治19年 改称 三次町 | 三次町                     | 三次町                          | 三次町                               | 昭和29年3月31日 三次市 | 三次市                         | 三次市                       | 平成16年4月1日 三次市 | 三次市 |
| 三 次 郡 | 三次町       | 一部         | 明治11年 上里村     | 明治19年 改称 三次町 | 三次町                     | 三次町                          | 三次町                               | 昭和29年3月31日 三次市 | 三次市                         | 三次市                       | 平成16年4月1日 三次市 | 三次市 |
| 三 次 郡 | 三次町       | 一部         | 明治11年 十日市町   | 明治11年 十日市町    | 原村                       | 大正6年5月1日 町制改称 十日市町 | 昭和12年3月1日 十日市町              | 昭和29年3月31日 三次市 | 三次市                         | 三次市                       | 平成16年4月1日 三次市 | 三次市 |
| 三 次 郡 | 原村         |              | 明治11年 十日市町   | 明治11年 十日市町    | 原村                       | 大正6年5月1日 町制改称 十日市町 | 昭和12年3月1日 十日市町              | 昭和29年3月31日 三次市 | 三次市                         | 三次市                       | 平成16年4月1日 三次市 | 三次市 |
| 三 次 郡 | 南畠敷村     | 南畠敷村     | 南畠敷村            | 南畠敷村             | 八次村                     | 八次村                          | 昭和12年3月1日 十日市町              | 昭和29年3月31日 三次市 | 三次市                         | 三次市                       | 平成16年4月1日 三次市 | 三次市 |
| 三 次 郡 | 畠敷村       | 畠敷村       | 畠敷村              | 畠敷村               | 八次村                     | 八次村                          | 昭和12年3月1日 十日市町              | 昭和29年3月31日 三次市 | 三次市                         | 三次市                       | 平成16年4月1日 三次市 | 三次市 |
| 三 次 郡 | 四拾貫村     | 四拾貫村     | 四拾貫村            | 四拾貫村             | 八次村                     | 八次村                          | 昭和12年3月1日 十日市町              | 昭和29年3月31日 三次市 | 三次市                         | 三次市                       | 平成16年4月1日 三次市 | 三次市 |
| 三 次 郡 | 後山村       | 後山村       | 後山村              | 後山村               | 八次村                     | 八次村                          | 昭和12年3月1日 十日市町              | 昭和29年3月31日 三次市 | 三次市                         | 三次市                       | 平成16年4月1日 三次市 | 三次市 |
| 三 次 郡 | 東酒屋村     | 東酒屋村     | 東酒屋村            | 東酒屋村             | 酒河村                     | 酒河村                          | 酒河村                               | 昭和29年3月31日 三次市 | 三次市                         | 三次市                       | 平成16年4月1日 三次市 | 三次市 |
| 三 次 郡 | 西酒屋村     | 西酒屋村     | 西酒屋村            | 西酒屋村             | 酒河村                     | 酒河村                          | 酒河村                               | 昭和29年3月31日 三次市 | 三次市                         | 三次市                       | 平成16年4月1日 三次市 | 三次市 |
| 三 次 郡 | 青河村       | 青河村       | 青河村              | 青河村               | 酒河村                     | 酒河村                          | 酒河村                               | 昭和29年3月31日 三次市 | 三次市                         | 三次市                       | 平成16年4月1日 三次市 | 三次市 |
| 三 谿 郡 | 高杉村       | 高杉村       | 高杉村              | 高杉村               | 神杉村                     | 神杉村                          | 神杉村                               | 昭和29年3月31日 三次市 | 三次市                         | 三次市                       | 平成16年4月1日 三次市 | 三次市 |
| 三 谿 郡 | 江田川之内村 | 江田川之内村 | 江田川之内村        | 江田川之内村         | 神杉村                     | 神杉村                          | 神杉村                               | 昭和29年3月31日 三次市 | 三次市                         | 三次市                       | 平成16年4月1日 三次市 | 三次市 |
| 三 谿 郡 | 廻神村       | 廻神村       | 廻神村              | 廻神村               | 神杉村                     | 神杉村                          | 神杉村                               | 昭和29年3月31日 三次市 | 三次市                         | 三次市                       | 平成16年4月1日 三次市 | 三次市 |
| 三 谿 郡 | 大田幸村     | 大田幸村     | 大田幸村            | 大田幸村             | 田幸村                     | 田幸村                          | 田幸村                               | 昭和29年3月31日 三次市 | 三次市                         | 三次市                       | 平成16年4月1日 三次市 | 三次市 |
| 三 谿 郡 | 小田幸村     | 小田幸村     | 小田幸村            | 小田幸村             | 田幸村                     | 田幸村                          | 田幸村                               | 昭和29年3月31日 三次市 | 三次市                         | 三次市                       | 平成16年4月1日 三次市 | 三次市 |
| 三 谿 郡 | 志幸村       | 志幸村       | 志幸村              | 志幸村               | 田幸村                     | 田幸村                          | 田幸村                               | 昭和29年3月31日 三次市 | 三次市                         | 三次市                       | 平成16年4月1日 三次市 | 三次市 |
| 三 谿 郡 | 木乗村       | 木乗村       | 木乗村              | 木乗村               | 田幸村                     | 田幸村                          | 田幸村                               | 昭和29年3月31日 三次市 | 三次市                         | 三次市                       | 平成16年4月1日 三次市 | 三次市 |
| 三 谿 郡 | 糸井村       | 糸井村       | 糸井村              | 糸井村               | 川西村                     | 明治24年6月10日 田幸村に編入    | 田幸村                               | 昭和29年3月31日 三次市 | 三次市                         | 三次市                       | 平成16年4月1日 三次市 | 三次市 |
| 三 谿 郡 | 和知村       | 和知村       | 和知村              | 和知村               | 和田村                     | 和田村                          | 和田村                               | 昭和29年3月31日 三次市 | 三次市                         | 三次市                       | 平成16年4月1日 三次市 | 三次市 |
| 三 谿 郡 | 向江田村     | 一部を除く   | 向江田村            | 向江田村             | 和田村                     | 和田村                          | 和田村                               | 昭和29年3月31日 三次市 | 三次市                         | 三次市                       | 平成16年4月1日 三次市 | 三次市 |
| 三 谿 郡 | 向江田村     | 一部         | 向江田村            | 向江田村             | 和田村                     | 和田村                          | 和田村                               | 昭和29年3月31日 三次市 | 昭和29年11月3日 三良坂町に編入 | 三良坂町                     | 平成16年4月1日 三次市 | 三次市 |
| 三 谿 郡 | 皆瀬村       | 皆瀬村       | 皆瀬村              | 皆瀬村               | 和田村                     | 和田村                          | 和田村                               | 昭和29年3月31日 三次市 | 昭和29年11月3日 三良坂町に編入 | 三良坂町                     | 平成16年4月1日 三次市 | 三次市 |
| 三 谿 郡 | 三良坂村     | 三良坂村     | 三良坂村            | 三良坂村             | 三良坂村                   | 大正10年6月1日 町制 三良坂町    | 昭和7年1月1日 三良坂町               | 三良坂町               | 三良坂町                       | 三良坂町                     | 平成16年4月1日 三次市 | 三次市 |
| 三 谿 郡 | 長田村       | 長田村       | 長田村              | 長田村               | 三良坂村                   | 大正10年6月1日 町制 三良坂町    | 昭和7年1月1日 三良坂町               | 三良坂町               | 三良坂町                       | 三良坂町                     | 平成16年4月1日 三次市 | 三次市 |
| 三 谿 郡 | 田利村       | 田利村       | 田利村              | 田利村               | 三良坂村                   | 大正10年6月1日 町制 三良坂町    | 昭和7年1月1日 三良坂町               | 三良坂町               | 三良坂町                       | 三良坂町                     | 平成16年4月1日 三次市 | 三次市 |
| 三 谿 郡 | 岡田村       | 岡田村       | 岡田村              | 岡田村               | 三良坂村                   | 大正10年6月1日 町制 三良坂町    | 昭和7年1月1日 三良坂町               | 三良坂町               | 三良坂町                       | 三良坂町                     | 平成16年4月1日 三次市 | 三次市 |
| 三 谿 郡 | 灰塚村       | 灰塚村       | 灰塚村              | 灰塚村               | 萩原村                     | 萩原村                          | 昭和7年1月1日 三良坂町               | 三良坂町               | 三良坂町                       | 三良坂町                     | 平成16年4月1日 三次市 | 三次市 |
| 三 谿 郡 | 棗原村       | 棗原村       | 棗原村              | 棗原村               | 萩原村                     | 萩原村                          | 昭和7年1月1日 三良坂町               | 三良坂町               | 三良坂町                       | 三良坂町                     | 平成16年4月1日 三次市 | 三次市 |
| 三 谿 郡 | 大谷村       | 大谷村       | 大谷村              | 大谷村               | 萩原村                     | 萩原村                          | 昭和7年1月1日 三良坂町               | 三良坂町               | 三良坂町                       | 三良坂町                     | 平成16年4月1日 三次市 | 三次市 |
| 三 谿 郡 | 仁賀村       | 仁賀村       | 仁賀村              | 仁賀村               | 萩原村                     | 萩原村                          | 昭和7年1月1日 三良坂町               | 三良坂町               | 三良坂町                       | 三良坂町                     | 平成16年4月1日 三次市 | 三次市 |
| 三 谿 郡 | 光清村       | 光清村       | 光清村              | 光清村               | 萩原村                     | 萩原村                          | 昭和7年1月1日 三良坂町               | 三良坂町               | 三良坂町                       | 三良坂町                     | 平成16年4月1日 三次市 | 三次市 |

## 行政
歴代郡長
| 代 | 氏名 | 就任年月日               | 退任年月日                | 備考                   |
| -- | ---- | ------------------------ | ------------------------- | ---------------------- |
| 1  |      | 明治32年（1899年）7月1日 |                           |                        |
|    |      |                          | 大正15年（1926年）6月30日 | 郡役所廃止により、廃官 |